# Chokladsås

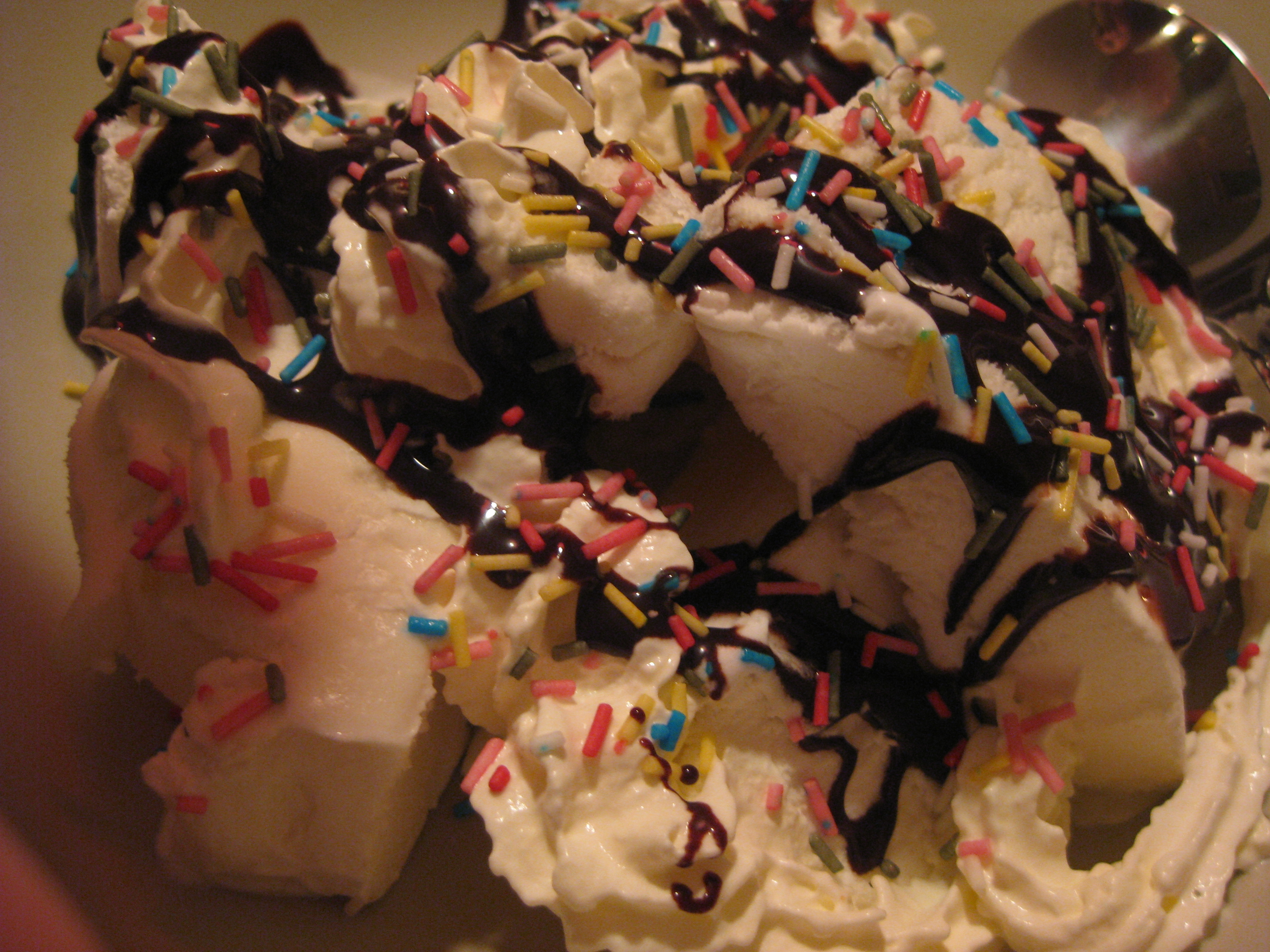
Glass med vispad grädde, blandströssel och chokladsås

Chokladsås är sås med chokladsmak som används till glass och andra desserter. Det finns olika recept på chokladsås. Tillreds exempelvis genom att koka samman smör, mjölk/grädde, strösocker, kakao och eventuellt sirap och vaniljsocker. Alternativt kan man smälta ned en chokladkaka i vattenbad. Det går även att köpa färdig chokladsås i butik.
Chokladsås ingår bland annat i efterrätten marängsviss.